# NGC 4927
NGC 4927 је елиптична галаксија у сазвежђу Береникина коса која се налази на NGC листи објеката дубоког неба.
Деклинација објекта је + 28° 0' 22" а ректасцензија 13h 1m 57,6s. Привидна величина (магнитуда) објекта NGC 4927 износи 13,8 а фотографска магнитуда 14,8. NGC 4927 је још познат и под ознакама MCG 5-31-104, CGCG 160-105, DRCG 27-141, PGC 44945.